# Aarons Creek (Dan River)
Der Aarons Creek ist ein Bach im Südosten der Vereinigten Staaten.
Er entspringt im Person County des US-Bundesstaats North Carolina. Bald nach der Quelle wechselt er ins Granville County und fließt vorwiegend in nördliche Richtung. Nach Aufnahme des Crooked Fork erreicht der Aarons Creek östlich der Ortschaft Virgilina den Bundesstaat Virginia. Ab hier bis zu seiner Mündung bildet der Bach die Grenze der Countys Halifax und Mecklenburg. Ursprünglich mündete der Aarons Creek in den Dan River, seit dem Bau einer Staumauer ist der unterste Teil des Baches etwa ab der Highway-58-Brücke vom John H. Kerr Reservoir überflutet.